# Isanthrene meridensis
Isanthrene meridensis är en fjärilsart som beskrevs av William Schaus 1904. Isanthrene meridensis ingår i släktet Isanthrene och familjen björnspinnare. Inga underarter finns listade i Catalogue of Life.